# FC Rijnvogels
FC Rijnvogels is een amateurvoetbalvereniging uit buurtschap De Pan in de gemeente Katwijk, provincie Zuid-Holland.

## Algemeen
De club ontstond op 29 mei 2004 als gevolg van de fusie tussen de voormalige Katwijkse voetbalclubs KRV en MVKV. KRV (Katwijk Rijn Vogels) werd opgericht op 18 mei 1933. MVKV werd op 6 maart 1966 opgericht als Marine VliegKamp Valkenburg, als de voetbalclub voor het op dit vliegkamp gelegerde marinepersoneel. Later wijzigde MVKV in Met Vereende Krachten Voorwaarts.
De thuiswedstrijden worden op sportpark “De Kooltuin”, nabij het voormalige Vliegkamp Valkenburg, gespeeld. De clubkleuren zijn rood, wit en zwart. De hoofd- en shirtsponsor Cornelis Vrolijk.
Na Quick Boys, VV Katwijk, Rijnsburgse Boys en Valken ‘68 is het qua ledenaantal de vijfde club van de gemeente Katwijk.

### Teams
De fusievereniging bestaat uit elf mannenteams, tien vrouwen-/meisjesteams, elf teams voor de pupillen (waaronder een voor de 'kabouters'), negen teams voor de junioren en een G-team.

## Standaardelftal
Het standaardelftal komt in het seizoen 2021/22 uit in de landelijke Hoofdklasse zaterdag.

### Competitieresultaten 2005–heden
| 9 1A |

| 3 1A |

| 7 1B |

| 3 1B |

| 4 1A |

| 9 1B |

| 7 1B |

| 3 1B |

| 2 1B |

| 1 1B |

| 8 B |

| 4 B |

| 18 |

| 6 A |

| 6 A |

| X A |

| X A |

| 1 A |

| 4 |

| 10 A |

| 11 B |

| Derde Divisie | Hoofdklasse | Eerste klasse |

### Rijnvogels in de KNVB Beker
Dit schema laat de resultaten zien van Rijnvogels tegen profclubs in de KNVB Beker.
| Seizoen | Ronde    | Wedstrijd                 | Uitslag |
| ------- | -------- | ------------------------- | ------- |
| 2016/17 | 1e ronde | Rijnvogels - SC Cambuur   | 0-1     |
| 2022/23 | 1e ronde | Rijnvogels - SC Cambuur   | 0-3     |
| 2024/25 | 1e ronde | Rijnvogels - FC Eindhoven | 0-7     |

## Vrouwen
Het eerste vrouwenvoetbalelftal komt sinds het seizoen 2019/20 uit in de Topklasse. In het seizoen 2018/19 werd het kampioenschap in de Hoofdklasse zaterdag behaald, het eerste kampioenschap volgend op die van 2015 in de 2e klasse.

## KRV

### Competitieresultaten 1991–2004
| 3 4B |

| 6 4B |

| 2 4B |

| 2 4B |

| 2 4B |

| 1 4D |

| 1 2C |

| 5 1B |

| 10 1B |

| 1 2C |

| 11 1B |

| 4 2C |

| 4 2C |

| 1 2C |

| Eerste klasse | Tweede klasse | Derde klasse | Vierde klasse |

## MVKV

### Competitieresultaten 1997–2004
| 5 4A |

|  |

|  |

| 2 4A |

| 2 3A |

| 4 3A |

| 7 3A |

| 6 3A |

| Derde klasse | Vierde klasse |

In elke staaf van de grafiek staat van boven naar beneden vermeld: 
- Eindnotering

Dit is de positie die de club heeft bereikt in de competitie, zonder eventuele beslissings-, play-off- of nacompetitiewedstrijden die nodig zijn geweest om bijvoorbeeld de kampioen van de competitie te bepalen.
Indien een * achter het getal staat is de notering een tussenstand en kan het zijn dat de notering niet overeenkomt met de uiteindelijke eindstand van de competitie.
Staat er een - dan is het seizoen nog bezig en is er geen definitieve uitslag bekend.
Staat er xx op de positie van de notering, dan heeft de club vroegtijdig de competitie verlaten. Dit kan onder andere komen door terugtrekking van het team, faillissement van de club of door een uitgedeelde straf van de KNVB. In veel gevallen staat elders in het artikel de reden vermeld.
Staat er een ? dan is het resultaat uit het verleden onbekend, en is alleen de competitie of het niveau bekend van dat seizoen.
In de seizoenen 2019/20 en 2020/21 werd wegens de coronacrisis het amateurvoetbal afgebroken. Daardoor kennen deze staven geen eindklassering (middels -- weergegeven).
- Competitieniveau en afdelingsletter of Officiële eindstand Eredivisie
  - Competitieniveau en afdelingsletter

Hierbij geeft het getal het niveau weer, dat ook terug te vinden is in de legenda. De letter is de afdelingsaanduiding en wordt gebruikt wanneer er meer afdelingen zijn op hetzelfde niveau. De afdelingsletter is altijd een hoofdletter en wordt meestal zonder nummer gebruikt.
Voorbeeld: 2F is niveau 2e klasse competitie F.
Het competitieniveau en nummer wordt niet vermeld wanneer er slechts één competitie van dit niveau was.
  - Officiële eindstand Eredivisie (getal staat tussen haakjes vermeld)

Sinds de introductie van play-offwedstrijden voor Europees voetbal na afloop van de reguliere competitie in 2005/06, is de KNVB verplicht een eindstand van de Eredivisie door te geven aan de UEFA aan de hand van deze play-offwedstrijden.
Bij deze eindstand staan clubs die zich hebben gekwalificeerd voor Europees voetbal hoger dan clubs die zich niet wisten te kwalificeren. Indien er geen verschil was tussen de eindnotering en de officiële eindstand, staat dit getal niet vermeld.

- Onderafdeling

Hier staat afgekort de naam van de onderafdeling indien de club in dat jaar in een onderafdeling uitkwam. Tevens staat deze afkorting in de legenda en wordt gelinkt naar het artikel over deze onderafdeling. Deze afkorting wordt alleen vermeld wanneer de club in het verleden in verschillende onderafdelingen heeft gespeeld. Deze vermelding is in de staaf altijd in kleine letters. Deze onderafdelingen zijn na het seizoen 1995/96 afgeschaft. Heeft de club in slechts één onderafdeling gespeeld, dan is dit alleen terug te vinden in de legenda.
Onder de staaf staat het jaartal vermeld waarin het seizoen is afgesloten. 15 verwijst naar het seizoen 2014/15 of eventueel het seizoen 1914/15.
Wanneer een staaf leeg is, zijn deze gegevens niet bekend. Het kan ook zijn dat de club dat seizoen niet heeft meegespeeld op het hogere amateurniveau, vroegtijdig de competitie heeft verlaten of uit de competitie is gezet.

In het seizoen 1944/45 was er wegens de Tweede Wereldoorlog geen regulier competitievoetbal.

## Bekende (oud-)spelers
- Raymond Baten
- Hendrik van Beelen
- Jamal Dibi
- Jaap van Duijn
- Arie Jonker
- Rogier Koordes
- Ronaldo Lima
- Wesley de Ruiter
- Wouter Soomer
- Romano van der Stoep

### Vrouwen
- Jannette van Belen
- Romy Speelman
- Kitty Susan
- Kim Remijnse

## Bekende (Oud-)trainers
- Kees Guijt

VV Katwijk · Quick Boys · Rijnsburgse Boys · FC Rijnvogels · Valken '68